# Тархани (Темниковський район)
Тархани́ (рос. Тарханы, ерз. Тарханы) — село у складі Темниковського району Мордовії, Росія. Входить до складу Аксьольського сільського поселення.
Населення — 275 осіб (2010; 320 у 2002).
Національний склад (станом на 2002 рік):
- татари — 60 %
- мордва — 30 %